# Radiometr DPO
Radiometr DPO – przyrząd dozymetryczny używany w Wojsku Polskim i przeznaczony do rozpoznawania skażeń promieniotwórczych. W wersji podstawowej może być wykorzystany jako specjalistyczny, przenośny przyrząd rozpoznania i pomiaru skażeń promieniotwórczych.

## Charakterystyka przyrządu
Radiometr DPO jest przeznaczony do pomiaru dawki mocy promieniowania X  i gamma oraz do wykrywania i pomiaru stopnia skażenia powierzchni nuklidami alfa, beta i gamma. Moze być używany zarówno jako sprzęt przenośny jak i montowany w pojazdach mechanicznych i wozach bojowych, na pokładach samolotów i śmigłowców. Wyposażony jest w dwa typy sond: sondę do pomiaru promieniowania X i gamma w szerokim zakresie mocy dawki oraz sondę do pomiaru skażeń nuklidami alfa, beta i gamma promieniotwórczymi.

## Budowa radiometru
Radiometr ma konstrukcję modułową i może być konfigurowany na podstawie następujących modułów:
- panel pomiarowy (moduł podstawowy),
- jednostkę centralną,
- panele odczytowe,
- sondy pomiarowe,
- komputer osobisty.